# Tentilenticulina
Tentilenticulina es un género de foraminífero bentónico de la subfamilia Vaginulininae, de la familia Vaginulinidae, de la superfamilia Nodosarioidea, del suborden Lagenina y del orden Lagenida. Su especie tipo es Tentilenticulina latens. Su rango cronoestratigráfico abarca el Oxfordiense (Jurásico superior).

## Clasificación
Tentilenticulina incluye a la siguiente especie:
- Tentilenticulina latens †